# Der Talisman
Der Talisman, in einem ersten Konzept Titus Feuerfuchs oder Die Schicksalsperücken benannt, ist eine Posse mit Gesang in drei Akten von Johann Nestroy. Die Uraufführung fand am 16. Dezember 1840 im Theater an der Wien als Benefizvorstellung für Nestroys Lebensgefährtin Marie Weiler statt.

## Inhalt
Die Gänsehirtin Salome Pockerl wird von den jungen Leuten im Dorf wegen ihrer roten Haare verspottet und ausgegrenzt. Sie räsoniert über das falsche Vorurteil:
„Rot ist doch g’wiß a schöne Farb’, die schönsten Blumen sein die Rosen, und die Rosen sein rot. Das Schönste in der Natur ist der Morgen, und der kündigt sich an durch das prächtigste Rot. Die Wolken sind doch g’wiß keine schöne Erfindung, und sogar die Wolken sein schön, wann s’ in der Abendsonn’ brennrot dastehn au’m Himmel; drum sag’ ich: wer gegen die rote Farb’ was hat, der weiß nit, was schön is.“ (Erster Akt, dritte Szene)
Der ebenfalls rothaarige Titus Feuerfuchs trifft auf Plutzerkern, der ihn für den erwarteten neuen Gartengehilfen hält. Titus zeigt sich an der Stelle interessiert:
„Gehilfe der Witwe? – Wie g’sagt, ich qualifizier’ mich zu allem.“ (Erster Akt, sechste Szene)
Salome, der Titus’ feuerrotes Haar gefällt, will für ihn eine Anstellung beim Bäckermeister erbitten, der aber ablehnt. Als Titus das scheuende Pferd einer Kutsche bändigt, schenkt ihm der gerettete Friseur Marquis zum Dank dafür einen Talisman, eine schwarze Perücke. Diese verhilft Titus zur Gartengehilfen-Stellung bei Flora Baumscheer, die ihm einen Anzug aus der Garderobe ihres verstorbenen Mannes gibt und ihm Avancen macht. Aber auch die ebenfalls verwitwete Kammerfrau Constantia findet an Titus Gefallen und nimmt ihn mit auf das Schloss.
„Der Herr Gärtner wird die Früchte überbringen, dies ist zugleich die schicklichste Gelegenheit, ihn der gnädigen Frau vorzustellen.“ (Erster Akt, zweiundzwanzigste Szene)

Szene im Schloss mit Nestroy (Titus), Weiler (Flora), u. a.

Constantia gibt ihm die goldbordierte Livree ihres verstorbenem Gemahls, da platzt Monsieur Marquis, Constantias Bräutigam, herein. Der reißt Titus eifersüchtig die schwarze Perücke vom Kopf, der in der Eile nur eine goldblonde als Ersatz findet. Frau von Cypressenburg ist entzückt von seinen Locken und bietet ihm eine Stellung als Leibsekretär und außerdem noch die elegante Kleidung ihres verblichenen Gemahls an. Doch bei einer Soiree lüftet der wütende Marquis das Geheimnis und Titus wird hinausgeworfen.
Nun steht Titus wieder auf der Straße, wo ihn sein Onkel Spund, ein wohlhabender Bierversilberer, vorfindet. Titus hat eine graue Perücke gefunden und flunkert dem darob gerührten Spund vor, der Kummer habe ihn ergrauen lassen. Sofort will er Titus als Universalerben einsetzen und als wohlhabender künftiger Geschäftsmann erscheint dieser allen Damen plötzlich als gute Partie. Doch Titus verzichtet – er will keine heiraten, die rote Haare nur an einem Universalerben verzeihlich finden. Endlich wird ihm klar, wie sehr ihm Salome als Einzige stets zugetan war. Er trägt ihr die Heirat an und sagt zu seinem Onkel:
„Ich weiß, Herr Vetter, die roten Haar’ mißfallen Ihnen, sie mißfallen fast allgemein. Warum aber? Weil der Anblick zu ungewöhnlich is; wann’s recht viel’ gäbet, käm’ die Sach’ in Schwung, und daß wir zu dieser Vervielfältigung das unsrige beitragen werden, da kann sich der Herr Vetter verlassen drauf.“ (Dritter Akt, einundzwanzigste Szene)

## Werksgeschichte
Vorlage für Nestroys Stück war die dreiaktige französische comédie-vaudeville Bonaventure von Charles Désiré Dupeuty, die am 23. Jänner 1840 am Pariser Théâtre du Vaudeville uraufgeführt worden war. Vom im Ersten Kaiserreich angesiedelten Original entfernte sich Nestroy insbesondere in den Szenen mit dem Bierversilberer – der seine ureigenste Erfindung war – und der „literarische Diskussion“ mit Frau von Cypressenburg (im Original die Gräfin de Château-Gaillard), in der er sie als Blaustrumpf zeichnete. Die 14 Gesangsstücke des Vaudeville reduzierte er auf die Entreechöre, die Couplets und das stets von ihm eingesetzte Quodlibet, auch die sexuellen Anspielungen hat er – mit Blick auf die strengere Wiener Zensur – entschärft.
In seinen Werken zeichnete Nestroy bisher meist ein Bild der unveränderbaren Situationen und Charaktere – im Talisman rennt Titus erfolgreich gegen Borniertheit an, wenn er sich dabei auch durchaus der Beziehungen bedient.
Die Uraufführung fand am 16. Dezember 1840 im Theater an der Wien statt. Nestroy selbst spielte den Titus Feuerfuchs, Wenzel Scholz alternierend mit Alois Grois den Gartenknecht Plutzerkern, Direktor Carl Carl, später auch Ignaz Stahl den Bierversilberer Spund, Marie Weiler die Gärtnerin Flora Baumscheer.
Die Rolle der Salome Pockerl wäre eigentlich wie geschaffen für Eleonore Condorussi, doch Marie Weiler, misstrauisch geworden durch Nestroys berufsbedingt engen Kontakt mit diesem klassischen „süßen Mädel“, sorgt dafür, dass er, der notorische Schwerenöter, dieser Schauspielerin keine weiteren Hauptrollen mehr in seinen Stücken „auf den Leib schreibt.“ So bekam die junge Elise Rohrbeck die begehrte Rolle, obgleich die Condorussi wohl die bessere Besetzung gewesen wäre.
Das Originalmanuskript Nestroys ist verschollen, ein Konzept in Nestroys Handschrift mit dem Titel Titus Feuerfuchs oder Die Schicksalsperücken im Besitz von Nestroys Erben wurde letztmals 1922 in einer Aufstellung von Fritz Brukner zitiert und ist ebenfalls seither verschollen. Die Originalpartitur Adolf Müllers befindet sich im Besitz der Wienbibliothek im Rathaus.
Der Talisman ist das meistgespielte Werk Nestroys. Zahlreiche bekannte Schauspieler der Neuzeit haben die Rolle des Titus Feuerfuchs gespielt, darunter Karl Paryla, Walter Kohut, Hans Putz, Heinz Conrads, Heinrich Schweiger, Helmuth Lohner, Peter Weck, Helmut Qualtinger, Robert Meyer, Toni Böhm und Johannes Krisch. Die Salome Pockerl war bei Schauspielerinnen sehr begehrt, darunter Inge Konradi, Christine Ostermayer, Caroline Vasicek, Julia Jelinek, Sarah Viktoria Frick, Brigitte Swoboda, Dolores Schmidinger, Gerti Drassl, Dorothee Hartinger, Barbara Kaudelka, Regina Fritsch, Gabriele Schuchter, Andrea Wildner, Claudia Rohnefeld.

## Zeitgenössische Rezeption
Die Reaktion von Publikum und Presse war von Anfang an sehr positiv und dauerte zu Nestroys Lebzeiten an.
Adolf Bäuerles Nestroy stets gewogene Wiener Theaterzeitung schrieb am 18. Dezember 1840 in einer ausführlichen Rezension:
„Die Form des Stückes ist des höchsten Lobes würdig. Solchen witzsprudelnden Dialog, wo beinahe jede Silbe so bonmotistisch gestaltet, so herrliche Couplets vermag nur Nestroy zu schaffen und außerstande, vorzugsweise gelungene Einzelheiten herauszuheben, da alles meisterhaft gemacht ist, beschränke ich mich lieber auf die allgemeine, aber nicht zu viel sagende Bemerkung. […] In der Darstellung exzellierte begreiflicherweise der Autor, als Titus Feuerfuchs, am meisten.“
Der Humorist vom 18. Dezember beschrieb die Aufführung ebenfalls lobend:
„Der Erfolg seines neuesten Stückes war höchst glänzend. Seit geraumer Zeit haben wir den Beifall nicht aus so vollen und offenen Schleusen fallen gehört und seit geraumer Zeit wurde er unseres Erachtens nicht so verdient gespendet als dieses Mal.“
In der Wiener Zeitschrift war am 19. Dezember zu lesen:
„‚Bonaventure le beau Brun‘, so heißt, glaub’ ich, das Original, welches Herr Nestroy frei bearbeitete und womit er eine treffliche Wahl traf, denn nicht bald hab’ ich eine Fabel gefunden, die so voll heiteren Situationen gewesen wäre und eine so geschickte dramatische Disposition gehabt hätte.“ Im Sammler wurde am 19. Dezember festgestellt, Nestroy habe noch kein witzigeres Stück geschrieben.
Ein Versuch von Joseph Kupelwieser (1791–1866), durch eine Übersetzung des Originals unter dem Titel Rot, braun und blond oder Die drei Witfrauen (Erstaufführung am 16. Jänner 1841 im Theater in der Josefstadt) Nestroy Konkurrenz zu machen, wurde von der Wiener Presse eher abfällig beurteilt.

## Spätere Interpretation
Otto Rommel stellt fest, die Assimilation eines fremden Stoffes sei Nestroy im Talisman ganz besonders gut gelungen. „Nestroy hat die desillusionierende Tendenz des harmlosen französischen Vaudevilles raffiniert ausgebeutet, die überwältigende Komik der Situation verzehrt aber jede Bitterkeit“ (Zitat). Lediglich die Figur der Salome Pockerl habe gegenüber dem Original an Persönlichkeit verloren.
Franz H. Mautner nennt dieses Werk die am straffsten gebaute aller mehraktigen Possen Nestroys, unübertroffen in der Präzision des sich lediglich banal gebärdenden, in Wahrheit jedoch geistvollen Dialoges. Der Talisman sei die witzigste unter seinen Komödien, mit drei brillanten Couplets und der von ihm eingefügten bühnenwirksamen Figur des Bierversilberers Spund. Nicht ein alles zudeckender sprachlicher Witz in Titus’ Reden, sondern die insgesamt witzige Handlung mache das Stück so gelungen. Das nahezu unabwendbare Schicksal eines Einzelnen gegen die Vorurteile der Menge mache Nestroy durch verschiedene szenisch exakt aufgebaute Situationen sinnfällig sichtbar. Die Sexualanspielung in der Schlusspointe – ein Rückgriff auf die Tradition der Hanswurstiade und Kasperliade im Geiste Johann La Roches – nämlich die anzügliche Anspielung auf Hochzeit und Kindersegen, benutze Nestroy nicht nur als lustiges Schlusswort, sondern als überzeugende Demonstration seiner These, in der er den Ursprung des „Übels“ aufdeckt.

## Aufführungen
Eine bekannte Aufführung des Stückes war die von 1976 bei den Salzburger Festspielen in der Inszenierung von und mit Otto Schenk in der Rolle als Plutzerkern. Die Titelrolle hatte Helmuth Lohner als Titus Feuerfuchs. Weitere Darsteller waren: Vilma Degischer (Frau von Cypressenburg), Senta Wengraf (Constantia), Christiane Hörbiger (Flora Baumscheer), Dolores Schmidinger (Emma), Hannes Siegl (Monsieur Marquis), Georg Schuchter (Hans), Gabriele Schuchter (Hannerl), Heinrich Schweiger (Spund) und Christine Ostermayer (Salome Pockerl) sowie Hermann Scheidleder (Seppel).
Helmuth Qualtinger spielte 1969 den Titus Feuerfuchs am Wiener Volkstheater in der Inszenierung von Gustav Manker, mit Brigitte Swoboda als Salome Pockerl, Hilde Sochor als Gärtnerin Flora Baumscheer und Ossy Kolmann als Plutzerkern. Manker irritierte die Sehgewohnheiten des Wiener Publikums gründlich und entschied sich für eine „radikale Umfunktion der Schablone“, indem er die beiden rothaarigen Protagonisten als aufbegehrende Außenseiter zeigte. Qualtinger war weit entfernt von der „alerten, figarohaften Quecksilbrigkeit“ eines charmanten Hallodris, er wuchtete stattdessen einen gefährlichen Anarchisten auf die Bühne.

## Der Talisman in der Musik und im Comic
Titus Feuerfuchs (1958) ist eine burleske Oper in zwei Akten von Heinrich Sutermeister (Text und Musik) nach Nestroys Stück.
Der österreichische Maler und Comiczeichner Reinhard Trinkler adaptierte das Werk unter dem Titel Der Talisman für eine Graphic Novel, die 2015 im Verlag Edition Steinbauer erschienen ist.

## Text
- Text auf: nestroy.at. (abgerufen am 16. Juni 2014)